# Megaselia cercaria
Megaselia cercaria är en tvåvingeart som beskrevs av Borgmeier 1969. Megaselia cercaria ingår i släktet Megaselia och familjen puckelflugor. Inga underarter finns listade i Catalogue of Life.